# Äihämäjärvi
Äihämäjärvi är en sjö i Pajala kommun i Norrbotten och ingår i Kalixälvens huvudavrinningsområde. Sjön har en area på 3,91 kvadratkilometer och ligger 173 meter över havet. Äihämäjärvi ligger i Torne och Kalix älvsystem Natura 2000-område.

## Delavrinningsområde
Äihämäjärvi ingår i det delavrinningsområde (745898-180657) som SMHI kallar för Utloppet av Äihämäjärvi. Medelhöjden är 181 meter över havet och ytan är 17,71 kvadratkilometer. Det finns ett avrinningsområde uppströms, och räknas det in blir den ackumulerade arean 101,72 kvadratkilometer. Äihämäjoki som avvattnar avrinningsområdet har biflödesordning 2, vilket innebär att vattnet flödar genom totalt 2 vattendrag innan det når havet efter 174 kilometer. Avrinningsområdet består mestadels av skog (34 procent) och sankmarker (38 procent). Avrinningsområdet har 3,92 kvadratkilometer vattenytor vilket ger det en sjöprocent på 22,1 procent.